# Nikita de Nóvgorod
Nikita de Nóvgorod, también conocido como san Nicetas de Nóvgorod, obispo Nikita, obispo Nicetas, san Nikita de Kievo-Pechersky o, como en la tradición latina (cristiano-occidental), san Nikita el Ermitaño (Kiev, siglo XI-Nóvgorod, 1108), fue un santo de la Iglesia ortodoxa rusa.
En español, Nikita significa Aniceto, que viene del griego “Aniketos”.

## Vida del Santo
Nacido en Kiev durante el siglo XI. Muere en Nóvgorod (Rusia) en el año 1108.
No se sabe nada de su infancia. Siendo muy joven san Nikita ingresó en el monasterio de Kievo-Pechersky ('monasterio de las Cuevas', o 'de las Grutas', de Kiev), el cual abandonó rápidamente para hacerse eremita a pesar del consejo del abad (egumeno) Nikon, el cual opinaba que era prematuro hacer ese esfuerzo espiritual pues era demasiado joven e inexperto.
Durante el encierro, el Patericon de Kievo-Pechersk cuenta cómo a Nikita se le apareció un "Ángel de luz". Este ángel ordenó a Nikita no perder tiempo en oraciones y dedicarse al estudio de las Sagradas Escrituras, y le prometió a Nikita que oraría por él. Después de que el demonio, tomando la forma de un Ángel, comenzó a orar en la celda de Nikita, éste recibió el don de clarividencia. Pronto se hablo del nuevo "clarividente" y las gentes, nobles y príncipes, comenzaron a venir a él para recibir su consejo y dirección. Pero pronto se notó una rareza — Nikita no quería ni hablar del Nuevo Testamento — estudiaba y citaba solamente el Antiguo Testamento. Por fin los monjes se dieron cuenta de que Nikita había caído en las garras del demonio, al que expulsaron con sus oraciones. Volviendo en sí, Nikita hizo una profunda penitencia y se transformó en un monje ejemplar y esforzado.
Poco tiempo después, Nikita abandonó su encierro voluntario, volviendo al Monasterio de Kievo-Pechersky. No obstante, continuó con el ayuno riguroso y la oración.
Destinaba todos sus bienes a la limosna, pero de forma totalmente anónima, creando hospicios y escuelas para los necesitados. También intervino en la construcción de iglesias así como en su ornamentación, contratando artistas de Bizancio y de Occidente. Tal es el caso de las iglesias de la Transfiguración, la de la Anunciación, y la de la Natividad de la Madre de Dios Theotokos.
Su vida fue austera, humilde y frugal. Debajo de sus vestimentas solía llevar atadas a su cuerpo unas pesadas cadenas de hierro.
Unos años más tarde, en el 1095, fue nombrado obispo de la ciudad de Nóvgorod. En este puesto, se le consideró un gran predicador y gran promulgador del Evangelio.
La tradición ortodoxa afirma que Dios le concedió el don de hacer milagros, por lo que se le atribuyen varias curaciones, la de provocar lluvias cuando se necesitaban (sequías) o la de apagar incendios. Actualmente, en la tradición Ortodoxa, se le invoca como protección contra los rayos y el fuego.
En el año 1106 autorizó a san Antonio el Romano (católico natural de Roma, aunque afincado en Nóvgorod hasta su muerte) para que fundara un monasterio en los terrenos del río Vóljov, aún no pudo verlo terminar debido a su muerte. Se trata del Monasterio de San Antonio (Nóvgorod), terminado en 1117.
Después de 13 años de obispo, San Nikita falleció en paz en el año 1109. Fue sepultado en la catedral de Santa Sofía, dentro de las murallas del Kremlin de  Nóvgorod.

## Reliquias y santificación
Existe constancia documentada en el año 1420, en la cual se conocía con exactitud donde se encontraba su sepultura. No obstante, según cuenta la tradición, a mediados del siglo XVI, un señor piadoso decidió restaurar la sepultura, parece ser que en mal estado de conservación.
Efectivamente, en el año 1553 (otras fuentes indican el 1547, o 1558), en tiempos del Zar Iván El Terrible, sus reliquias fueron encontradas imperecederas (intactas y momificadas), incluso con las vestimentas litúrgicas. En esta ocasión volvieron a tener lugar curaciones, especialmente las relacionadas con la ceguera, así como curiosas visiones sobre su persona.
En el año 1558 (otras fuente indican 1547) fue santificado por la Iglesia Ortodoxa. En la tradición Latina (cristiana-occidental), aún no consta como Santo, se le conoce como San Nikita El Ermitaño.
Durante la Revolución Bolchevique, al igual que otros muchos santos rusos, sus reliquias fueron profanadas. La catedral de Santa Sofía de Kiev fue convertida en museo, y sus reliquias introducidas en una bolsa y depositadas en un almacén. En 1957, se trasladaron a la catedral de Yaroslavl, pero allí estuvieron poco tiempo, siendo de nuevo trasladadas a la iglesia de San Felipe Apóstol, donde permanecieron hasta el año 1993. Ese año fueron trasladadas a su lugar original, la catedral de Santa Sofía, donde se encuentran actualmente.

## Festividad
En la tradición Ortodoxa Oriental, sus días festivos son el 14 de mayo; y el 31 de enero (Día de su Reposo); y el 30 de abril (Descubrimiento de sus Reliquias, año 1553-8), todos ellos según el Calendario Juliano y, por tanto, de la Iglesia Ortodoxa Rusa.
Según el Calendario Gregoriano, su festividad es el 13 de febrero.

### Textos
- FEDOTOV, G. P. (1989), “Los santos de la antigua Rusia”, Ymcapress, París.
- NIKOL´SKIJ, A. N. (1905), “relato sobre el descubrimiento de las reliquias del santo obismo taumaturgo Nicetas de Novgorod”, San Petersburgo.
- TAISIA, N. (1983), Russian saints: 1000 Years of Russian Sanctity (copilation), Jordanville.